# Massaga delicia
Massaga delicia là một loài bướm đêm trong họ Noctuidae.